# Plummer-Vinson-Syndrom

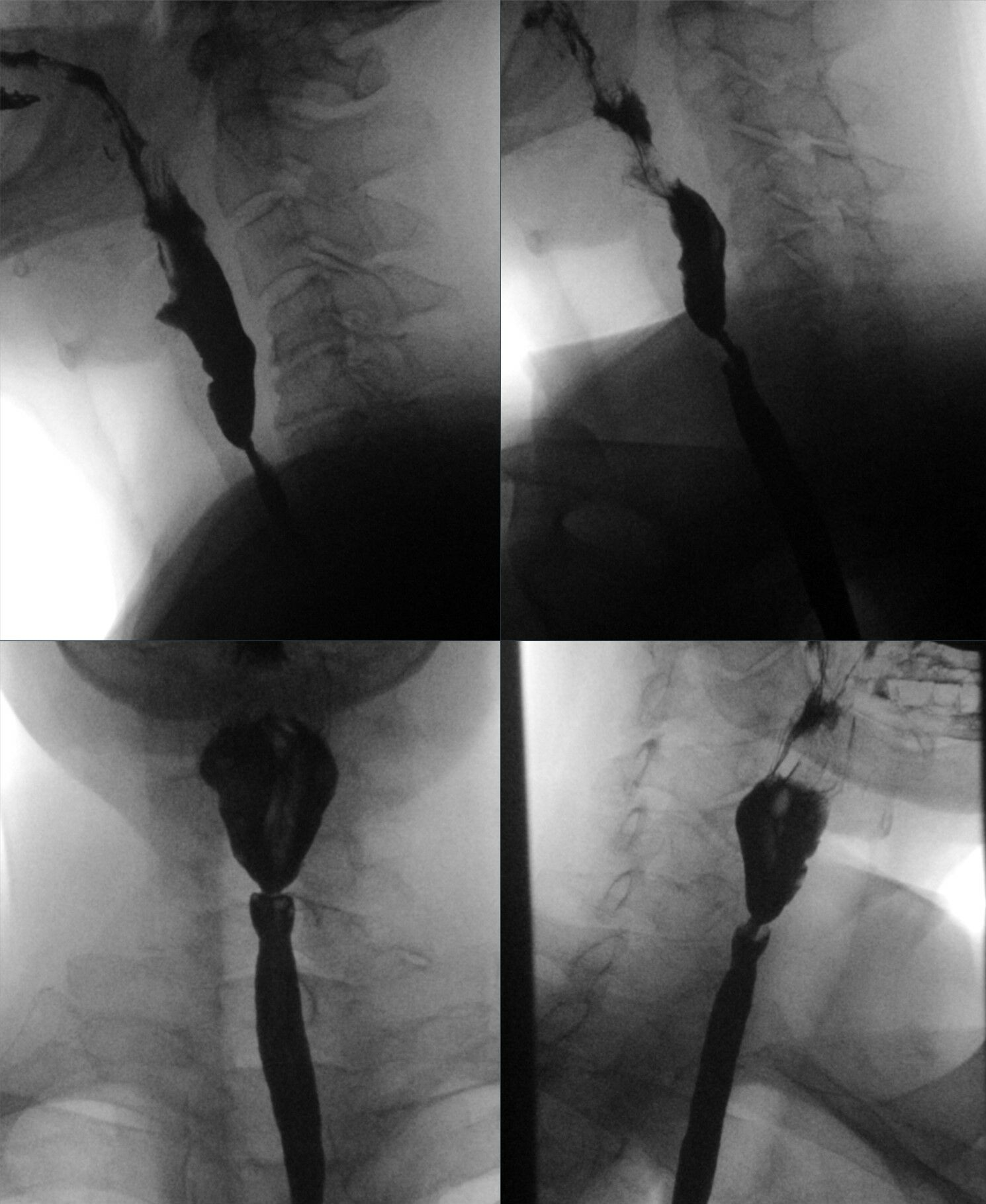
Membranstenose in der oberen Speiseröhre in der Breischluckuntersuchung bei einem Patienten mit Eisenmangelanämie

Unter dem Plummer-Vinson-Syndrom (auch Sideropenische Dysphagie, Paterson-Brown-Kelly-Syndrom) versteht man einen Symptomkomplex trophischer Störungen, die speziell durch Eisenmangel ausgelöst werden. Es ist nach dem US-amerikanischen Internisten und Endokrinologen Henry Stanley Plummer (1874–1936) und dem US-amerikanischen Chirurgen Porter Paisley Vinson (1890–1959) benannt.
Es treten Schleimhautdefekte, Mundwinkelrhagaden (Einrisse im Mundwinkel), brüchige Nägel und Haare, Zungenbrennen und Dysphagie (Schluckbeschwerden) durch größere Schleimhautdefekte auf. Die Erkrankung ist weiterhin ein endogener Risikofaktor für die Entwicklung eines Plattenepithelkarzinoms des Ösophagus (Speiseröhrenkrebs).